# Oligoaeschna uropetala
Oligoaeschna uropetala – gatunek ważki z rodziny żagnicowatych (Aeshnidae).